# デヴィッド・ペトレイアス
デイヴィッド・ハウエル・ペトレイアス（David Howell Petraeus、1952年11月7日 ‐ ）は、アメリカ合衆国の陸軍軍人。階級は退役陸軍大将。退役後に中央情報局長官を務めた。南カリフォルニア大学教授（2013年から）。

## 生い立ち
1952年11月7日にニューヨーク州南部の小さな村であるコーンウォール（コーンウォール・オン・ハドソン）でオランダ系アメリカ人の家庭に誕生する。父のシクストゥス・ペトレイアス（Sixtus Petraeus）はオランダ移民1世で元はオランダ本国で商船の船長をしていたが第二次世界大戦の勃発後まもなくアメリカに移民した。移住後は、ニューヨークの船員向け教会で出会ったアメリカ人のミリアム・ハウエル（Miriam Howell）と結婚し家庭を持つと共に、戦時中はリバティ船の船長として軍事輸送任務に従事、戦後はニューヨーク州の電力会社に勤めた。一方母のミリアムはブルックリン出身のアメリカ人でオベリン大学を卒業し司書として働いていた。
1974年にデヴィッドはアメリカ陸軍士官学校を卒業し、1983年にアメリカ陸軍指揮幕僚大学を最も優秀な成績で修了。1987年にプリンストン大学ウッドロー・ウィルソン公共政策・国際関係大学院にてPh.D（国際関係学）取得。博士論文の表題は、"The American military and the lessons of Vietnam : a study of military influence and the use of force in the post-Vietnam era（アメリカ軍とベトナムの教訓：軍の影響とポスト・ベトナム時代の軍事力行使に関する一考察）"。

## イラク戦争
2003年3月にアメリカがイラクへ侵攻したことに始まるイラク戦争では、アメリカ軍第101空挺師団の司令官として前線指揮を執り、バグダード陥落に大きく貢献する。大規模な戦闘が終結した後はモースルで治安維持に当たる。同年11月に武装勢力に殺害された奥克彦とは生前に交流があった。
2007年1月にジョージ・W・ブッシュ大統領は同戦争の戦闘長期化により、イラクに対する5個戦闘師団・2万人規模の兵力増強とアメリカ中央軍・イラク駐留アメリカ軍の新人事の着手に踏み切る。アメリカ中央軍のジョン・アビゼイド司令官とイラク駐留アメリカ軍のジョージ・ケイシー・ジュニア司令官を事実上更迭。後任にはウィリアム・ファロン海軍大将とペトレイアスがそれぞれ就任した。ただし、ケイシーはアメリカ陸軍参謀総長（2007年から）に昇進した。
当初は効果が疑問視されていたが2007年8月を境に増派は次第に奏効し、2008年5月にはアメリカ軍兵士の戦死者は開戦以来最低の19人に留まった。ペトレイアスは2007年9月と2008年4月にそれぞれ議会証言を行い、2008年夏までに増強した5個師団を撤退できる見通しを発表した。ペトレイアスは2008年7月に同師団を撤退させて兵力を増派前の14万人規模に削減した。
ペトレイアスはイラク治安回復の功績が評価され、イラン攻撃に強く反対し、特にディック・チェイニー副大統領と対立し辞任したファロン中央軍司令官の後任に指名される。同月10日にアメリカ上院は95対2でペトレイアスの指名を承認し、アメリカ中央軍司令官は中東全域並びに東アフリカ・中央アジアなどを統括する要職である。ただし2008年にアフリカ北東部（アフリカの角を含む）はエジプトを除き、新規に設置されたアフリカ軍に管轄が移動した。
2010年6月15日には上院軍事委員会にて証言を行った際、時差ぼけと脱水症状が重なり机に倒れこむという騒動を起こしている。

## アフガニスタン
2010年6月23日にバラク・オバマ大統領は雑誌『ローリング・ストーン』の誌上でジョー・バイデン副大統領らオバマ政権高官を批判・侮辱したことで事実上解任されたスタンリー・マクリスタル将軍の後任としてペトレイアスを指名すると発表。6月30日に議会の承認を受け、7月4日付けで国際治安支援部隊（ISAF）司令官兼アフガニスタン駐留アメリカ軍司令官に正式に就任した。
なおアメリカ中央軍司令官の職については当時副司令官であったジョン・R・アレン海兵隊中将が臨時代理を務めたのち、7月21日付けでジェームズ・マティス海兵隊大将（当時は統合戦力軍司令官）が指名され、アメリカ合衆国上院軍事委員会による承認の上で就任している。

## 中央情報局長官
ロバート・ゲーツ国防長官が2011年6月末で退任することが決定したのに合わせ、オバマ大統領は後任としてレオン・パネッタ中央情報局長官を指名し、2011年4月、ペトレイアスはパネッタの後任の中央情報局長官に指名された。CIA長官指名にあたっては、退役し文民として長官職に就くことが公表され、37年にわたる軍歴に終止符が打たれることとなった。同年6月23日には、CIA長官就任に必要となる上院の承認を得るため上院情報特別委員会の公聴会に出席して証言、1週間後の6月30日に上院本会議で行われた採決の結果、94対0の全会一致（残りの6名は反対ではなく、欠席等のため投票しなかった）で承認された。
軍務については最後の任務であるISAF総司令官兼アフガン駐留米軍司令官の職を同年7月18日付で正式に退任し、アメリカ中央軍司令官時代の部下であり、大将に昇任のうえ後任に補職されたジョン・R・アレン海兵隊大将に引き継いだ。その後8月31日に、バージニア州にあるマイヤー・ヘンダーソン・ホール基地において、ウィリアム・リン国防副長官とマイケル・マレン統合参謀本部議長の列席のもと退役式典が執り行われ、正式に陸軍を退役した。CIA長官には9月6日付で正式に就任した。軍時代の高い評価と民主党政権下における軍出身の閣僚として将来は大統領候補になり得ると目されていた。

### 性スキャンダルと情報漏洩
2012年アメリカ合衆国大統領選挙直後の2012年11月9日に既婚の自身が既婚者の女性と不倫していたことを理由としてアメリカ中央情報局長官を辞職した。
関係した相手は陸軍予備役少佐のポーラ・ブロードウェルで、ペトレイアスの伝記「All In: The Education of General David Petraeus」の執筆者であった。
不倫が表沙汰になったのはブロードウェルの嫉妬が原因とアメリカメディアは報道した。ブロードウェルがペトレイアスの周囲へ匿名の嫌がらせメールを送りつけ、FBIが捜査を開始した。同時に、ペトレイアスがブロードウェルに送ったメールや見せたノートが情報漏洩の可能性があることも判明する。
辞職後、しばらく姿を消していたが2013年に行われた南カリフォルニア大学主催の軍関係者らによるパーティーに出席。不倫について謝罪を行った。

## 現況
2013年より南カリフォルニア大学教授を務める。2017年にドナルド・トランプ政権が発足した際にはアメリカ合衆国国務長官の候補の一人であった。2022年時点においても南カリフォルニア大学で教授職を勤めている。同年3月には退役陸軍大将の肩書でCNNテレビにインタビュー形式で出演し、ロシアによるウクライナ侵攻の情勢分析などを行った。